# Ashina (Klan)
Die Ashina (japanisch 蘆名氏, Ashina-shi) waren eine Familie des japanischen Schwertadels (Buke), die sich über die Miura von den Taira ableitete. Die Ashina beherrschten im 15. und 16. Jahrhundert weite Teile der Provinz Mutsu.

## Genealogie
Sawara Yoshitsuru, der letzte Sohn des Miura Yoshiaki, erhielt die Domäne Aizu. Sein Enkel Norimori nannte sich Ashina.
- Morimasa  (盛政; 1386–1432), Norimoris Sohn, schloss sich 1416 dem Uesugi-Klan an, als dieser in einen Kriege gegen Ashikaga Mochiuji (1398–1439) zog. Morimasa residierte auf der Burg Kurokawa, der heutigen Burg Aizu-Wakamatsu.
- Morihisa  (盛久; † 1444) war Shuri-tayū[A 1] und Shimousa no kami.
- Morinori  (盛詮; 1431–1466) war Shimousa no kami.
- Moritaka  (盛高; † 1517) heiratete 1473 eine Tochter von Date Ujimune. 1478 begannen Spannungen zwischen ihm und seinem Sohn. Schließlich kam es zu kriegerischen Auseinandersetzungen zwischen den beiden, die bis 1506 dauerten.
- Morikiyo  (盛舜; 1490–1533), Tōtōmi no kami, folgte seinem Bruder Moritaka, dessen Sohn gestorben war. 1547 versuchte er zusammen mit Date Harumune (伊達 晴宗; 1519–1578) die Domänen der Sōma zu erobern, wurde aber geschlagen.
- Moriuji  (盛氏; 1521–1580), Shuri-tayū, war beständig im Krieg mit Satake Yoshishige (佐竹義重; 1547–1612), Hōjō Ujiyasu (北条氏康; 1515–1571) und anderen Fürsten.
- Moritaka  (盛隆; 1560–1583) sandte Geschenke an Oda Nobunaga und wurde 1579 zum Tōtōmi no kami ernannt.
- Morishige  (盛重) war ein Sohn von Satake Yoshishige (佐竹義重; 1547–1612), der mit 12 Jahren Nachfolger von Moritaka wurde, da dieser kinderlos gestorben war. Viele Vasallen der Satake folgten dem jungen Nachfolger in seine neue Domäne. Das ärgerte die Vasallen am Ort, die sich dann zum Teil Date Masamune anschlossen. Dieser wartete nur auf eine Gelegenheit, in die Nachbar-Territorien einzufallen. 1589 belagerte er die Burg Kurokawa und eroberte sie. Morishige konnte sich nach Edosaki (Provinz Hitachi) in Sicherheit bringen, wo er zurückgezogen lebte. Damit endete die Linie der Ashina-Daimyō, die über zweihundert Jahre die Macht in Nordjapan innehatten.